# Фран Цвіттер

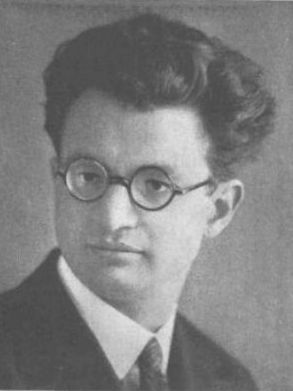
Фран Цвіттер

Фран Цвіттер (словен. Fran Zwitter; 24 жовтня 1905 — 14 квітня 1988) — словенський історик. Разом з Мілком Косом, Бого Графенауером та Василієм Меліком він вважається співзасновником Люблянської школи історіографії.

## Життєпис
Він народився в селі Бела Черкев поблизу Ново-Места в тодішньому герцогстві Карніола, Австро-Угорська імперія. Був сином Даворіна Цвіттера, каринтського словенського судді. Сім'я вирішила залишитися в Королівстві Югославія після того, як Каринтський плебісцит присвоїв їхній рідний регіон Австрійській Республіці. Закінчивши гімназію в Ново-Места, він вступив до Люблянського університету, де вивчав історію та географію. Між 1926 і 1928 рр. Він навчався також у Віденському університеті . У 1930–1932 рр. Навчався в Парижі під керівництвом Альберта Матьєза. У період з 1932 по 1938 рік він викладав у Люблянському класичному ліцеї. У 1938 році він став професором Люблянського університету.
У 1930-х роках він брав активну участь у громадському житті, публікуючи критичні статті в ліберальних журналах, таких як «Sodobnost» та «Люблянський дзвін». Незабаром після вторгнення країн Осі у Югославію в квітні 1941 року він приєднався до Фронту визволення словенського народу. У травні того ж року він був заарештований італійською окупаційною владою провінції Любляна, але незабаром звільнений. У березні 1942 р. його знову заарештували та відправили до табору інтернованих в Апріці, на італійсько-швейцарському кордоні. Після італійського перемир'я він знайшов шлях назад до Словенії, де приєднався до партизанського опору. У період з січня 1944 р. по березень 1945 р. він організував і керував Науковим інститутом Виконавчої ради Визвольного фронту — унікальної установи в окупованій нацистами Європі . Інститут в основному готував документацію з прикордонних питань та готував експертизи щодо югославських територіальних претензій до Італії у Джуліанському марші та проти Австрії в Каринтії. У 1945 році він переїхав до столиці Югославії Белграда, де працював експертом з питань північно-західного кордону в Міністерстві закордонних справ.
Після 1948 року він переїхав назад до Любляни, де викладав на кафедрі історії Люблянського університету. У період з 1952 по 1954 рік він працював ректором університету. У 1953 році він став членом словенської, а згодом також югославської (1961) та Сербської академії наук і мистецтв (1970). У період з 1975 по 1978 рік він працював президентом видавництва « Slovenska matica».
Початковим досвідом Цвіттера була соціальна історія середньовічних міст, але під впливом його керівника Альберта Матьєза він перейшов до сучасної історії. Під впливом французької школи Анналес він впровадив кілька методологічних новацій у вивченні демографічної історії словенських земель. Після Другої світової війни він звернувся до вивчення питань національності в імперії Габсбургів.
Помер у Любляні в 1988 р., похований на кладовищі в Белі Черкеві.
Його син Матяж Цвіттер — лікар, інший син — Томаш Цвіттер — астроном, а дочка Аня Дулар — історик, бібліотекар та соціальний антрополог.

## Основні твори
- Starejša kranjska mesta in meščanstvo . Любляна, 1929;
- Les originines de l'illyrisme politique et la création des Provinces illyriennes ("Витоки політичного ілліризму та створення іллірійських провінцій ). Діжон, 1933;
- Les problemes nationaux dans la monarchie des Habsbourg ("Національні питання в монархії Габсбургів"), співавторство з Ярославом Шидаком та Вазо Богдановим . Белград, 1960;
- Die Kärntner Frage ("Каринтське питання"). Клагенфурт, 1979;
- O slovenskem narodnem vprašanju ("До словенського національного питання"). Вибрані статті під редакцією Василія Меліка, Любляна, 1990.